# Habenulae
Die Habenulae (Verkleinerungsform von lat. habena „Zügel“), auch Epiphysenstiele, sind ein Teil des Epithalamus und damit des Zwischenhirns. Die Habenula wird grob in mediale Habenula und laterale Habenula eingeteilt.
Es handelt sich um zwei dünne Markbündel, die die Zirbeldrüse (Glandula pinealis, Epiphyse) mit dem Thalamus verbinden (daher der Name „Epiphysenstiel“). Beide Habenulae setzen sich als Stria medullaris thalami fort, die das olfaktorische Zentrum im Riechhirn mit den Kernen der Habenulae (Nuclei habenulares) verbindet. Über die Stria medullaris thalami gelangen die afferenten Impulse aus Substantia perforata anterior (Area olfactoria, Septumkernen) und Regio preoptica zu den Habenulakernen, die zusätzlich über die Stria terminalis Impulse aus dem Corpus amygdaloideum erhalten. Die Habenulae bilden mit ihren Kerngebieten eine Schaltstation für olfaktorische Impulse. Nach Umschaltung werden die olfaktorischen Informationen zu den salivatorischen (Speichelproduktion) und motorischen (Kauen) Kernen des Hirnstamms weitergeleitet.
Über die Commissura habenularum sind die Nuclei habenulares beider Seiten miteinander verbunden. Die Funktion der Zügelkerne ist nicht abschließend geklärt. Vermutlich sind sie Umschaltstation für olfaktorische Bahnen, die zwischen Riechhirn und den autonomen Zentren im Hirnstamm verkehren.